# 대한민국 민사소송법 제84조
대한민국 민사소송법 제84조는 소송고지의 요건에 대한 민사소송법 조문이다.

## 조문
제84조(소송고지의 요건) ① 소송이 법원에 계속된 때에는 당사자는 참가할 수 있는 제3자에게 소송고지(訴訟告知)를 할 수 있다.
②소송고지를 받은 사람은 다시 소송고지를 할 수 있다.